# Sông Apurímac
Sông Apurímac (tiếng Tây Ban Nha: Río Apurímac, IPA: [ˈri.o apuˈɾimak]; từ tiếng Quechua apu nghĩa là 'thần thánh' và rimac nghĩa là 'đền thờ, tiên tri') khởi nguồn từ nguồn nước tan chảy từ sông băng trên đỉnh Nevado Mismi, một ngọn núi cao 5.597 mét-high (18.363 ft) tại tỉnh Arequipa ở miền nam Peru, cách 10 km (6,2 mi) từ làng Caylloma, và dưới 160 km (99 mi) từ bờ biển Thái Bình Dương. Apurímac là khởi nguồn của hệ thống sông lớn nhất thế giới là sông Amazon.
Sông nói chúng chảy theo hướng tây bắc qua Cuzco tại một hẻm núi hẹp cao tới 3.000 m, sâu gấp hai lần Grand Canyon tại Hoa Kỳ, dòng chảy của sông bị gián đoạn với các thác ghềnh. Trong số sáu nỗ lực nhằm khám phá Apurímac theo toàn bộ chiều dài, chỉ có hai cuộc là thành công.
Sau 730,70 kilômét (454,04 mi), Apurímac hợp dòng với sông Mantaro và trở thành sông Ene tại 12°15′46″N 73°58′44″T / 12,26278°N 73,97889°T, 440 m (1.440 ft) trên mực nước biển; sau đó hợp lưu với sông Perené tại 330 m (1.080 ft) trên mực nước biển, trở thành sông Tambo; khi hợp lưu với Urubamba tại 280 m (920 ft) trên mực nước biển, sông trở thành Ucayali, đầu nguồn chính của Amazon.
Đôi khi tên sông được dùng để chỉ đoạn từ đầu nguồn đến ngã ba sông với Ucayáli, tức là gồm cả Ene và Tambo, được gọi là "Apurímac", và khi đó sông có tổng chiều dài 1.069,80 km (664,74 mi).
Vào thế kỷ 13, người Inca đã xây dựng nên một cây cầu bắc qua dòng sông này để họ có thể tiếp cận với vùng phía tây.